# John Pepper Clark
John Pepper Clark-Bekederemo (n. 6 aprilie 1935, Kiagbodo⁠(d), Nigeria – d. 13 octombrie 2020) a fost un poet, dramaturg și critic literar nigerian.

## Opera
- 1961: Cântecul țapului ("Song os a Goat");
- 1962: Poeme ("Poems");
- 1964: Mascarada ("The Masquerade");
- 1964: Pluta ("The Raft");
- 1965: Trestia în fluviu ("A Reed in the Tide");
- 1970: Victime de război ("Casualties");
- 1970: Exemplul lui Shakespeare ("The Example of Shakespeare").

Clark a editat publicațiile literare The Horn și Black Orpheus (împreună cu Abiola Irele).